# George Zucco
George Zucco (Manchester, 11 gennaio 1886 – Hollywood, 27 maggio 1960) è stato un attore britannico.

## Biografia
Figlio di un mercante greco, George De Sylla Zucco, e di Marian Rintoul, sarta, Zucco debuttò sui palcoscenici canadesi nel 1908 in una compagnia di repertorio. Nel 1910 entrò per la prima volta negli Stati Uniti dal Canada, diretto a Seattle, Washington, dove apparve in opere come The Melting Pot e The White Sister. Con la moglie Stella Francis, lavorò nel vaudeville durante gli anni dieci.
Tornato nel Regno Unito, prestò servizio come tenente nel Reggimento del West Yorkshire dell'esercito britannico, durante la prima guerra mondiale. Perse l'uso di due dita quando fu colpito al braccio destro combattendo in Francia. Terminato il conflitto, studiò alla Royal Academy of Dramatic Art (RADA), in cui in seguito divenne insegnante di recitazione. Durante gli anni venti si affermò come attore teatrale di primo piano e debuttò nel cinema britannico con il ruolo del politico francese Jacques Marie Eugène Godefroy Cavaignac in The Dreyfus Case (1931).
Zucco tornò negli Stati Uniti nel 1935 per interpretare a Broadway il ruolo di Benjamin Disraeli in Victoria Regina, accanto a Helen Hayes, e iniziò ad apparire con regolarità sugli schermi cinematografici come caratterista, recitando - fra gli altri - nei film Saratoga (1937), con Clark Gable e Jean Harlow, Anime sul mare (1937), con Gary Cooper e George Raft, Le avventure di Sherlock Holmes (1939), in cui interpretò il ruolo del Professor Moriarty. Ricoprì altre parti di villain in film quali Dopo l'uomo ombra (1936), Fast Company (1938), Arrest Bulldog Drummond (1938), Charlie Chan a Honolulu (1938), Il fantasma di mezzanotte (1939) e Lo scorpione d'oro (1942).
Durante gli anni quaranta girò numerosi B movie e pellicole dell'orrore prodotte dalla Universal, tra cui The Mummy's Hand (1940), The Mummy's Tomb (1942), Mostro pazzo (1942), The Mad Ghoul (1943), Dead Men Walk (1943), The Mummy's Ghost (1944), Al di là del mistero (1944). Recitò nuovamente con Basil Rathbone in un'altra avventura di Sherlock Holmes, Sherlock Holmes a Washington (1943), questa volta non nella parte di Moriarty, ma di una spia nazista .
Alla fine degli anni quaranta i problemi di salute costrinsero Zucco a rallentare l'attività. Recitò ancora un breve ruolo nel film storico David e Betsabea (1951) ma dovette ritirarsi dalle scene. Già scritturato per partecipare a Rommel, la volpe del deserto (1951), fu sostituito da Cedric Hardwicke.
Durante gli anni cinquanta soffrì di problemi di demenza e morì il 27 maggio 1960, all'età di 74 anni, a causa di polmonite. Dal matrimonio con Stella Francis ebbe una figlia, Frances (1931-1962), che morì di cancro alla gola all'età di 30 anni.

## Filmografia parziale
- The Midshipmaid, regia di Albert de Courville (1932)
- L'uomo dei miracoli (The Man Who Could Work Miracles), regia di Lothar Mendes (1936)
- Dopo l'uomo ombra (After the Thin Man), regia di W. S. Van Dyke (1936)
- Parnell, regia di John M. Stahl (1937)
- Saratoga, regia di Jack Conway (1937)
- Anime sul mare (Souls at Sea), regia di Henry Hathaway (1937)
- Madame X, regia di Sam Wood (1937)
- London by Night, regia di Wilhelm Thiele (1937)
- La sposa vestiva di rosa (The Bride Wore Red), regia di Dorothy Arzner (1937)
- Rosalie, regia di W.S. Van Dyke (1937)
- La lucciola (The Firefly), regia di Robert Z. Leonard (1937)
- Suez, regia di Allan Dwan (1938)
- Capitan Furia (Captain Fury), regia di Hal Roach (1939)
- Le avventure di Sherlock Holmes (The Adventures of Sherlock Holmes), regia di Alfred L. Werker (1939)
- Il fantasma di mezzanotte (The Cat and the Canary), regia di Elliott Nugent (1939)
- Notre Dame (The Hunchback of Notre Dame), regia di William Dieterle (1939)
- Luna nuova (New Moon), regia di Robert Z. Leonard (1940)
- The Mummy's Hand, regia di Christy Cabanne (1940)
- Arrivederci in Francia (Arise,, My Love), regia di Mitchell Leisen (1940)
- The Monster and the Girl, regia di Stuart Heisler (1941)
- Una bionda in paradiso (Topper Returns), regia di Roy Del Ruth (1941)
- Volto di donna (A Woman's Face), regia di George Cukor (1941)
- Lo scorpione d'oro (My Favorite Blonde), regia di Sidney Lanfield (1942)
- Il cigno nero (The Black Swan), regia di Henry King (1942)
- Mostro pazzo (The Mad Monster), regia di Sam Newfield (1942)
- Sherlock Holmes a Washington (Sherlock Holmes in Washington), regia di Roy William Neill (1943)
- The Mad Ghoul, regia di James Hogan (1943)
- Marito a sorpresa (Holy Matrimony), regia di John M. Stahl (1943)
- La settima croce (The Seventh Cross), regia di Fred Zinnemann (1944)
- The Mummy's Ghost, regia di Reginald Le Borg (1944)
- Al di là del mistero (House of Frankenstein), regia di Erle C. Kenton (1944)
- La schiava del Sudan (Sudan), regia di John Rawlins (1945)
- L'agente confidenziale (Confidential Agent), regia di Herman Shumlin (1945)
- Mi piace quella bionda (Hold That Blonde!), regia di George Marshall (1945)
- La donna di quella notte (The Imperfect Lady), regia di Lewis Allen (1947)
- Rose tragiche (Moss Rose), regia di Gregory Ratoff (1947)
- Lo sparviero di Londra (Lured), regia di Douglas Sirk (1947)
- La congiura di Barovia (Where There's Life), regia di Sidney Lanfield (1947)
- Il capitano di Castiglia (Captain from Castile), regia di Henry King (1947)
- Desiderami (Desire Me), regia di Jack Conway, George Cukor, Mervyn LeRoy, Victor Saville (1947)
- Tarzan e le sirene (Tarzan and the Mermaids), regia di Robert Florey (1948)
- Il pirata (The Pirate), regia di Vincente Minnelli (1948)
- Giovanna d'Arco (Joan of Arc), regia di Victor Fleming (1948)
- Il giardino segreto (The Secret Garden), regia di Fred M. Wilcox (1948)
- I Barkleys di Broadway (The Barkleys of Broadway), regia di Charles Walters (1949)
- Madame Bovary, regia di Vincente Minnelli (1949)
- Torna con me (Let's Dance), regia di Norman Z. McLeod (1950)
- La prima legione (The First Legion), regia di Douglas Sirk (1951)

## Doppiatori italiani
- Amilcare Pettinelli in Il capitano di Castiglia
- Gaetano Verna in Desiderami
- Luigi Pavese in Il giardino segreto